# Мартина Табакова
Мартина Табакова е българска пианистка.

## Биография
Родена е на 15 декември 1987 г. в Бургас, България, в музикантския род Табакови.
От 5-годишна свири на пиано и завършва НУМСИ „Панчо Владигеров“, а след това се дипломира и с магистърска степен от НМА „Проф.Панчо Владигеров“, София.
Израства професионално и творчески благодарение на педагозите проф. Марина Капацинская и Дмитрий Башкиров. Участва в майсторските класове на Борис Блох, Жан-Бернар Помие, Паоло Поличе, и други.
Участва в различни фестивали, сред които:
- San Martino a Natale, Венеция;
- Summer music academy Mozarteum в Залцбург;
- Musica Arvenzis в Словакия;
- Международен музикален фестивал „Варненско лято“, Европейски Музикален Фестивал;
- Фестивал „Софийски Музикални Седмици“;
- Фестивал на Руската музика.

## Личен живот
През 2018 година сключва брак с известния български музикант и актьор Костадин Георгиев-КАЛКИ, с когото имат син Теодор, и заедно с него формират музикалното трио Kalki's Family.

## Награди
Лауреат е на Национални и Международни конкурси, между които AEVEA Piano Prize, Liszt Center Piano Competition,Carl Filtsch International Piano Competition, Tkaczewski International Piano Competition,
International Moscow music competition, International music competition LÈOPOLD BELLAN, IMKA, MAGIC, „Панчо Владигеров“, „Светослав Обретенов“, „Музиката и земята“, „Димитър Ненов“ и др.

## Песни
- „Къде отива любовта“ (с Калки)
- „Сон ми дойде“ (с Лора Паносян,арфа)
- „Векът на Любовта“ – кавър (с Калки)

## Албуми
- „Great Love Duets“ (с Калки)